# Nephodia pardata
Nephodia pardata là một loài bướm đêm trong họ Geometridae.